# یواس‌اس تتا (۱۸۶۴)
یواس‌اس تتا (۱۸۶۴) (به انگلیسی: USS Theta (1864)) یک کشتی بود که طول آن not known بود.